# ولاد يوسف (حسينات)
ولاد يوسف هو دُوَّار يقع بجماعة بحارة أولاد عياد، إقليم القنيطرة، جهة الرباط سلا القنيطرة في المملكة المغربية. ينتمي الدوّار لمشيخة حسينات التي تضم 8 دواوير. يقدر عدد سكانه بـ 1399 نسمة حسب الإحصاء الرسمي للسكان والسكنى لسنة 2004.

## روابط خارجية
- البوابة الوطنية للجماعات الترابية
- المندوبية السامية للتخطيط